# Serra dels Pedregals
La Serra dels Pedregals és una serra situada al nord-oest del municipi d'Almacelles (Segrià), amb una elevació màxima de 316 metres. Està situada a la mateixa cota que el Pla d'Almacelles i finalitza a uns 500 metres del nucli urbà, on hi havia situat un antic abocador de runes en el qual d'ençà de 2007 s'hi ubica el Parc del Vilot, que inclou un jaciment arqueològic de l'antiga vila.
Al llarg del seu recorregut hi discorre la Séquia del Poble, una de les que abasteix els camps de cultiu del municipi. L'estructura geològica de la serra està datada entre el Pliocè i el Plistocè, formada per dipòsits fluvials de riu trenat procedents dels Pirineus i que a les seves vessants presenta gresos i argiles vermelles amb guix d'entre Oligocè i el Miocè. El seu cim conté el vèrtex geodèsic de l'Institut Cartogràfic de Catalunya amb codi 248109001.